# Cyclophora
Genre
Cyclophora est un genre de lépidoptères (papillons) de la famille des Geometridae et de la sous-famille des Sterrhinae.

## Espèces rencontrées en Europe
- Cyclophora (Codonia) hyponoea (Prout, 1935)
- Cyclophora (Codonia) linearia (Hübner, 1799)
- Cyclophora (Codonia) porata (Linnaeus, 1767)
- Cyclophora (Codonia) punctaria (Linnaeus, 1758) - phalène ponctuée
- Cyclophora (Codonia) suppunctaria (Zeller, 1847)
- Cyclophora (Cyclophora) albiocellaria (Hübner, 1789)
  - Cyclophora (Cyclophora) albiocellaria albiocellaria(Hübner, 1789)
  - Cyclophora (Cyclophora) albiocellaria lennigiaria (Fuchs, 1883)
- Cyclophora (Cyclophora) albipunctata (Hufnagel, 1767) - phalène suspendue ou éphyre suspendue
- Cyclophora (Cyclophora) annularia (Fabricius, 1775) - phalène mariée ou éphyre omicron
- Cyclophora (Cyclophora) ariadne Reisser, 1939
- Cyclophora (Cyclophora) azorensis (Prout, 1920)
- Cyclophora (Cyclophora) maderensis (Bethune-Baker, 1891)
- Cyclophora (Cyclophora) pendularia (Clerck, 1759)
- Cyclophora (Cyclophora) puppillaria (Hübner, 1799)
  - Cyclophora (Cyclophora) puppillaria granti (Prout, 1935)
  - Cyclophora (Cyclophora) puppillaria lilacinipes (Schaus & Cockerell, 1923)
  - Cyclophora (Cyclophora) puppillaria puppillaria (Hübner, 1799)
- Cyclophora (Cyclophora) quercimontaria (Bastelberger, 1897)
- Cyclophora (Cyclophora) ruficiliaria (Herrich-Schäffer, 1855)
- Cyclophora (Cyclophora) serveti Redondo & Gastón, 1999